# The Divine Wings of Tragedy
The Divine Wings of Tragedy è il terzo album del gruppo progressive metal statunitense Symphony X.

## Tracce
1. Of Sins and Shadows - 4:58
2. Sea of Lies - 4:18
3. Out of the Ashes - 3:39
4. The Accolade - 9:51
5. Pharaoh - 5:30
6. The Eyes of Medusa - 5:27
7. The Witching Hour - 4:15
8. The Divine Wings of Tragedy (*) - 20:41
  - I. At the Four Corners of the Earth
  - II. In the Room of Thrones
  - III. A Gathering of Angels
  - IV. The Wrath Divine
  - V. The Prophet's Cry
  - VI. Bringer of the Apocalypse
  - VII. Paradise Regained
9. Candlelight Fantasia(**) - 6:45

(*) La marcia con cui si apre "The Divine Wings of Tragedy", dopo il coro introduttivo, è una citazione di Mars, The Bringer Of War, tratto da I pianeti di Gustav Holst.
(**) La prima strofa di Candlelight Fantasia è basata sulla Toccata e Fuga in Fa Maggiore BWV 540  di Johann Sebastian Bach.

## Formazione
- Russell Allen - voce
- Michael Romeo - chitarra
- Michael Pinnella - tastiere
- Thomas Miller - basso
- Jason Rullo - batteria